# Giuseppe Addobbati
Giuseppe Addobbati (parfois crédité John Mac Douglas) est un acteur italien, né le 31 décembre 1909 à Makarska (alors en Autriche-Hongrie, aujourd'hui en Croatie) et mort le 4 janvier 1986 à Rome.

## Biographie
Giuseppe Addobbati naît en 1909 à Makarska (alors dans l'Empire austro-hongrois), puis vit à Trieste.
Il est connu pour ses rôles dans des westerns spaghetti, péplums et films d'action des années 1960 et 1970. Il a souvent été crédité sous le nom de John Mac Douglas pour les films sortis sur le territoire américain.
Il a tourné plus de 80 films entre 1937 et 1980. Il a joué dans des films tels que Le Fantôme de l'Opéra (1964), Le Dollar troué (1965), aux côtés de Giuliano Gemma, Le Conformiste (1970) et Portier de nuit (1974).
Il a également fait plusieurs apparitions dans des films d'horreur comme Les Amants d'outre-tombe (1965), aux côtés de Barbara Steele, Paul Muller, Helga Liné et Rik Battaglia.

## Filmographie partielle
- 1942 : Requins d'acier (Alfa Tau!) de Francesco De Robertis
- 1952 : Un homme à détruire (Imbarco a mezzanotte) de Joseph Losey
- 1952 : Mélodies immortelles (Melodie immortali) de Giacomo Gentilomo
- 1962 : La Vengeance du colosse (Marte, dio della guerra) de Marcello Baldi
- 1964 : Maciste et les 100 gladiateurs ( Maciste, gladiatore de Sparta) de Mario Caiano
- 1964 : Maciste dans les mines du roi Salomon (Maciste nelle miniere di re Salomone) de Piero Regnoli
- 1964 : Hercule contre les mercenaires (L'Ultimo Gladiatore) d'Umberto Lenzi
- 1965 : Les Amants d'outre-tombe (Amanti d'oltretomba) de Mario Caiano
- 1965 : Le Dollar troué (Un dollaro bucato) de Giorgio Ferroni
- 1966 : Opération peur ( Operazione paura) de Mario Bava
- 1966 : Le Temps du massacre (Tempo di massacro) de Lucio Fulci
- 1967 : Peau d'espion d'Édouard Molinaro
- 1967 : Un homme, un cheval et un pistolet (Un uomo, un cavallo, una pistola) de Luigi Vanzi
- 1968 : Le tueur aime les bonbons (Un killer per sua maestà) de Federico Chentrens et Maurice Cloche
- 1969 : La Bataille d'El Alamein de Giorgio Ferroni
- 1969 : Perversion Story ou La Machination (Una sull'altra) de Lucio Fulci
- 1970 : Le Conformiste (Il conformista) de Bernardo Bertolucci
- 1974 : Les Derniers Jours de Mussolini (Mussolini: Ultimo atto) de Carlo Lizzani
- 1974 : Portier de nuit (Il portiere di notte) de Liliana Cavani